# 川崎市立宮崎小学校
川崎市立宮崎小学校（かわさきしりつ みやざきしょうがっこう）は、神奈川県川崎市宮前区馬絹にある公立小学校。

## 沿革
- 1873年（明治6年）6月15日 - 野川、梶ヶ谷の2村が合同で現在の野川小学校付近に第1区第7中学区第181番小学盛隆学校を創設。
- 1875年（明治8年）1月9日 - 馬絹、有馬、土橋の3村が合同で現在の宮崎小学校の位置に第1区第7中学区第182番小学鳴鶴学校を創設。
- 1880年（明治12年）9月 - 郡区町村編制法施行により、神奈川県下橘樹郡公立小学鳴鶴学校と改称。
- 1885年（明治17年）8月 - 神奈川県下橘樹郡内村立小学鳴鶴学校と改称。
- 1887年（明治19年）3月 - 小学校令により、尋常科4年、高等科4年になる。
- 1890年（明治22年）4月 - 町村制施行によって、有馬、馬絹、土橋、野川、梶ヶ谷の5村が合併して宮前村になり、橘樹郡宮前村立尋常鳴鶴小学校と改称。
- 1901年（明治33年）5月31日 - 義務教育修了者のため、泉福寺に私立学而学校が設立。
- 1904年（明治36年）
  - 3月 - 2教室増築。
  - 4月 - 橘樹郡橘、宮前村立高等明治小学校を橘、宮前2村学校組合で設立。仮校舎を梶ヶ谷西福寺に設置。修業年限を2ヵ年、さらに2ヵ年の補習科設置が許可された。私立学而学校と尋常盛隆小学校補習科が合併し創設。
- 1905年（明治37年） - 高等明治小学校の補習科を廃し、修業年限4ヵ年の高等小学校となる。
- 1910年（明治42年）4月 - 明治小学校が2ヵ年の修業年限をもつ高等小学校となる。
- 1914年（大正3年）2月11日 - 盛隆小学校、明治高等小学校が合併、尋常高等宮前小学校を設立。分教場を野川の盛隆小学校に設置。
- 1915年（大正4年）5月 - 本校2教室・講堂増築、分教場2教室・職員室増築。
- 1918年（大正7年）4月 - 本校校舎1棟改築。
- 1923年（大正12年）4月 - 本校2教室増築、4教室改築。
- 1938年（昭和13年）10月1日 - 川崎市に合併し、川崎市宮崎尋常高等小学校と改称。
- 1939年（昭和14年）11月 - 本校正面校舎西側に移築、全体操優良校選奨の候補校になる。
- 1940年（昭和15年）7月 - 本校4教室・職員室・使丁室・宿直室・便所増築。分教場2教室増築
- 1941年（昭和16年）4月1日 - 国民学校令により、川崎市宮崎国民学校と改称。
- 1944年（昭和19年）3月31日 - 野川分教場が、川崎市野川国民学校として独立。
- 1945年（昭和20年）10月 - 野川地区海軍施設部倉庫10棟が、 無償払い下げされ、宮崎国民学校増築用材料として使用。
- 1946年（昭和21年）7月11日 - 木造下見坂張厚型ストレート天井なし平屋建1棟3教室85坪着工。
- 1947年（昭和22年）
  - 1月4日 - 教室南側に移築、3教室を増築。
  - 4月1日 - 学制改革により、川崎市立宮崎小学校と改称し、従来の高等科が廃止される。
- 1949年（昭和24年）6月 - 校章制定。
- 1953年（昭和28年）4月1日 - 2階建て4教室・職員室・校長室・保健室・給食調理室・玄関・便所改築。職員住宅・北側4教室取り壊し。
- 1954年（昭和29年）10月21日 - 創立80周年記念式典挙行。校歌制定。
- 1957年（昭和32年）11月 - 講堂増築。
- 1959年（昭和34年）
  - 3月 - 水道が敷設される。
  - 7月 - プール竣工。
  - 12月 - 鉄筋 3教室落成。
- 1962年（昭和37年）11月 - グランドピアノ購入。
- 1964年（昭和39年）2月11日 - 開校90周年記念式典挙行。
- 1966年（昭和41年）
  - 2月1日 - 体育館落成。
  - 4月12日 - 鉄筋6教室移動校舎1教室増築。
- 1967年（昭和42年）11月27日 - 横断歩道橋竣工。
- 1968年（昭和43年）8月28日 - 講堂取り壊し。
- 1969年（昭和44年）3月31日 - 鉄筋9教室・便所・リフト・昇降口増築。
- 1970年（昭和45年）
  - 4月3日 - 鉄筋8教室・管理室4・放送室・資料室竣工。
  - 10月27日 - スプリンクラー設置。
- 1971年（昭和46年）4月5日 - 有馬分教室分離（プレハブ1教室・職員室他）。
- 1972年（昭和47年）
  - 2月29日 - 特別教室（理科・音楽・図工）・給食室増築。
  - 4月1日 - 有馬小学校、富士見台小学校、梶ヶ谷小学校を分離。
  - 8月2日 - 木造平屋・プレハブ平屋2棟撤去。
- 1973年（昭和48年）
  - 10月22日 - 創立100周年記念式典挙行。記念事業として、池・庭園・水生植物園・自然観察林・飼育舎・校内歩道を設置。目で見る100年史・副読本作成。ビデオデコーダー一式購入。
  - 12月19日 - 校門西門完成引継ぎ。
- 1974年（昭和49年）
  - 4月1日 - 付属幼稚園を鷺沼2丁目1番地に併設
  - 9月2日 - 旧給食室取り壊し。
  - 11月6日 - プレハブ昇降口完成。
- 1975年（昭和50年）
  - 7月11日 - プール内部塗装、更衣室新設。
  - 12月7日 - 石油貯蓄庫新設。
- 1976年（昭和51年）4月4日 - プレハブ2教室竣工。
- 1977年（昭和52年）4月1日 - 鷺沼小学校を分離、分離式挙行。宮崎小学校付属幼稚園を鷺沼小学校付属幼稚園とする。
- 1978年（昭和53年）
  - 1月26日 - プレハブ2教室取り壊し。
  - 4月4日 - 西有馬小学校を分離、分離式挙行。
- 1981年（昭和56年）9月13日 - 鉄筋西校舎3教室窓サッシ改修。
- 1982年（昭和57年）
  - 3月16日 - 鉄筋西校舎1階に手摺設置。洋式トイレ1箇所改修。木造校舎2階2教室内装。
  - 7月9日 - 校地測量。放送室・資料室改修。体育館放送機器取り替え。
- 1983年（昭和58年）
  - 6月15日 - 創立110周年開校記念日。
  - 7月2日 - 体育館緞帳新調及び改修。
  - 8月1日 - カラーテレビ12台設置。西校舎3教室改修。
  - 10月 - 創立110周年記念誌発行。
- 1984年（昭和59年）
  - 5月 - 校舎改築に伴う説明会開催し、地質調査始まる。木造2階校舎とプール解体。
  - 12月 - 鉄筋4階建て新校舎建設着工。
- 1985年（昭和60年）12月20日 - 鉄筋4階建て新校舎完成。
- 1986年（昭和61年）
  - 4月13日 - 3階建て校舎改装完成。
  - 7月4日 - 旧校舎解体完了。
  - 8月30日 - 「目で見る宮崎小学校の歩み」コーナー完成。
  - 9月4日 - プール完成。
  - 11月1日 - 「宮崎小学校の新築を祝う会」開催。
- 1987年（昭和62年）
  - 3月10日 - 校庭整備工事完了（防球ネットなど）。
  - 3月17日 - 「かたらいの広場」完成。
  - 10月16日 - 体育倉庫・飼育小屋など、校庭工事完了。
- 1988年（昭和63年）
  - 2月19日 - 百葉箱計器類設置。
  - 4月28日 - 作業室完成。
- 1990年（平成2年）2月9日 - B棟1階トイレ改造。
- 1992年（平成4年）11月30日 - A校舎階段すべり止め取り付け。
- 1993年（平成5年）11月27日 - 創立120周年記念式典挙行。
- 1995年（平成7年）3月15日 - 児童会歌完成。
- 1999年（平成11年）11月 - 中庭木造完成。
- 2000年（平成12年）10月 - 新コンピュータールーム完成。
- 2002年（平成14年）3月 - あおぎり級新教室完成。
- 2003年（平成15年）
  - 3月 - わくわくプラザ開設に伴う生活科ルーム改造。
  - 8月 - A棟1階新教室完成。130周年記念として、全教室インターホン設置、職員玄関オートロック完成。
  - 11月1日 - 創立130周年記念式典挙行。
  - 11月25日 - アリバーサリー130コンサート開催。
- 2004年（平成16年）
  - 3月 - A棟4階ピロティに普通教室と会議室完成。
  - 4月 - 2学期制試行。
- 2006年（平成18年）
  - 4月 - 土橋小学校開校に伴い、学区の一部を変更。
  - 8月 - B棟耐震工事完了。
- 2008年（平成20年）12月21日 - ネットデー実施、校内LAN設置。
- 2010年（平成22年）6月 - 老朽化に伴い、かたらいの森の木道撤去。
- 2011年（平成23年）10月 - B校舎トイレとA校舎1階トイレの改修工事完了。
- 2012年（平成24年）
  - 8月 - B校舎2階・3階窓枠アルミサッシ改修工事完了。
  - 12月 - バリアフリー化に伴うエレベーター設置工事完了。
- 2013年（平成25年）
  - 4月15日 - 140周年除幕式挙行、記念植樹。
  - 6月15日 - 140周年おめでとう集会開催。
  - 9月9日 - 140周年記念航空写真撮影。
  - 10月26日 - 創立140周年記念式典挙行し、祝賀会開催。
- 2015年（平成27年）
  - 8月 - 友情の泉の循環ろ過装置設置。同月、人工芝広場完成。
- 2014年（平成26年）7月 - 同月から12月まで、給食室改修工事。
- 2018年（平成30年）6月 - 創立145周年記念航空写真撮影。クリアファイル作成。
- 2019年（平成31年）2月 - 創立145周年記念音楽集会開催。PTA予算により、各教室に電波時計設置。
- 2023年（令和5年）
  - 4月24日 - 創立150周年記念の人文字撮影実施[1]。
  - 12月2日 - 創立150周年記念式典挙行[2]。

## 学区
出典
- 宮前区
  - 有馬2丁目（全域）
  - 有馬3丁目（1番～21番、23番、24番）
  - 東有馬1丁目（全域）
  - 東有馬2丁目（1番～14番1号、14番23号～14番31号、14番37号～14番41号、15番1号、15番27号～29番、31番～35番）
  - 馬絹1丁目（全域）
  - 馬絹2丁目（全域）
  - 馬絹3丁目（全域）
  - 馬絹4丁目（全域）
  - 馬絹6丁目（1番～11番、19番～22番）

## 進学先中学校
出典
- 川崎市立宮崎中学校（公立学校に進学する場合）

## 周辺
- 宮崎小学校わくわくプラザ - 同一敷地内
- 川崎市消防局宮前消防署宮前分団馬絹班器材置場 - 敷地が隣接
- 国道246号
- 宮前消防署宮前分団
- 宮前区役所道路公園センター

## アクセス
- 東急バス「梶01」系統で、「宮崎小学校」バス停下車。
  - 「乗り場1」鷺沼駅行バス停から、徒歩約120m・約2分（そばにある歩道橋経由）。
  - 「乗り場2」鷺沼駅発バス停から、すぐそば。

## 出身者
- 生田竜聖（フジテレビアナウンサー）
- ハナエモンスター（豆柴の大群）
- 和久田麻由子（NHKアナウンサー）